# オルミュッツ協定
オルミュッツ協定（オルミュッツきょうてい、ドイツ語: Olmützer Punktation）は、チェコの都市であるオロモウツ（当時はオーストリア帝国領）において、1850年11月29日にプロイセン、オーストリア、ロシアによって確認された協定。1848年革命によって大きく動揺したドイツ連邦の枠組みを基本的に復活させたものであり、「小ドイツ主義」に基づくドイツ統一を頓挫させる内容であった。「オルミュッツの屈辱」とも称される。

## 概要

### 背景
1848年革命によって、ヨーロッパ各地で民族主義が高揚した。こうした中、ドイツ民族による統一国家樹立の動きがみられたが、多民族国家であるオーストリア帝国は、自らの帝国の解体にも繋がりかねない民族主義の高揚に強い警戒を抱いていた。そのため、自由主義的手法でドイツ統一を図ったフランクフルト国民議会に対しても、オーストリアはこれに敵対する姿勢をみせた。一方で、1848年革命は、プロイセンにとって大きな転機になりうるものであった。当時の王であるフリードリヒ＝ヴィルヘルム4世は、この革命によって高揚していた自由主義的な改革に対しては否定的であったが、オーストリアの主導下にあるドイツ連邦の枠組みを崩し、ドイツ民族主義を利用して「小ドイツ主義」に基づき「上からの」ドイツ統一の主導権を握ることを目論んだ。
プロイセン王国は、ドイツ連邦に代わる新秩序を形成させようと、ドイツ連邦内の有力邦国に接近を図った。その結果、1849年にハノーファー王国、ザクセン王国との間で三王同盟を構築することに成功した。このように、ドイツ北部の諸王国がプロイセンに同調する動きを見せたことはオーストリアの強い警戒を招くとともに、こうしたオーストリアの動きをドイツ南部のバイエルン王国、ヴュルテンベルク王国が支持する姿勢をみせた。すると、ハノーファー王国とザクセン王国の内部に動揺を引き起こし、両国はプロイセンから距離を置く姿勢をみせたために三王同盟が崩壊へと至った。こうして、ドイツ連邦内でのプロイセンの孤立が強まったのである。
一般的に、1848年にウィーン体制が崩壊したと表現されるが、ウィーン体制下における五大国（英、仏、露、墺、普）による協調は、1848年以降も続いていた。とりわけ、神聖同盟の中心であったオーストリアとロシアの間の連携は強固なものであった。そのため、ロシア皇帝ニコライ1世は、オーストリアへの支持を明確に示したが、このことでプロイセンの孤立は連邦内だけでなく国際関係においても明らかになった。

### 内容・その後の展開
こうして、万策尽きたプロイセンはモラヴィア地方のオルミュッツ（チェコ語・オロモウツ）でオーストリア・ロシアと協定を結び、事実上、小ドイツ主義に基づくドイツ統一を断念することが確認された。そのため、ドイツ民族主義者からは「オルミュッツの屈辱」とも称される。
オルミュッツ協定（オルミュッツの屈辱）は、「小ドイツ主義」によるドイツ統一を狙うプロイセンにいくつかの教訓を残した。まず、少なくてもオーストリアを牽制しうるだけの国際情勢が現出しない限り、ドイツ統一は困難であるということである。また、そうした状況が生まれたとしても外交交渉のみで円満な解決が得られることはほぼ不可能であり、軍事的手段に訴えざるを得ないだろうということである。
このうち、前者（国際情勢）に関しては、1853年に勃発したクリミア戦争が重要な転換点となった。ナポレオン戦争以後、初めて五大国のうちの三国（英・仏VS露）が衝突したこの戦争において、オーストリアは両勢力に配慮して中立政策をとった。しかし、このことがオーストリアの支持を期待していたロシアの失望を招き、しかも英・仏側がセヴァストポリ要塞を陥落させたのを見計らって、英・仏側に味方したために従来までの墺・露間における密月関係に終止符が打たれた。さらに英・仏にも甘い汁を吸おうとした参戦に嫌悪感を与え、オーストリアはヨーロッパでの外交戦略で孤立し、プロイセン外交にとって有利な要素となった。しかしドイツ統一問題は、北ドイツにも及び、特にシュレースヴィヒ＝ホルシュタイン問題の最中で1848年に起きたデンマーク戦争において、全てを旧状に復すること、デンマーク王はホルシュタイン公国の主権者の地位を回復し、また主権者としてドイツ連邦のいかなる介入をも受けないことがプロイセンとロシアの間で約束された。このことはドイツ統一における一つの障害として残され、これは1852年のロンドン議定書で確認された（デンマーク絶対王政を廃止する6月憲法は、両公国には布告されず、現状維持を呈する内容であった）。また、後者（軍事的解決）に関しては、1862年にプロイセン首相に就任するオットー・フォン・ビスマルクによる「鉄血政策」によって、具体的方策が準備されることになるのである。いずれにしてもプロイセンは、小ドイツ主義を貫徹するために、軍事的手段を含めた政策を取って行く事となる。